# Mexico Ingles Airplay

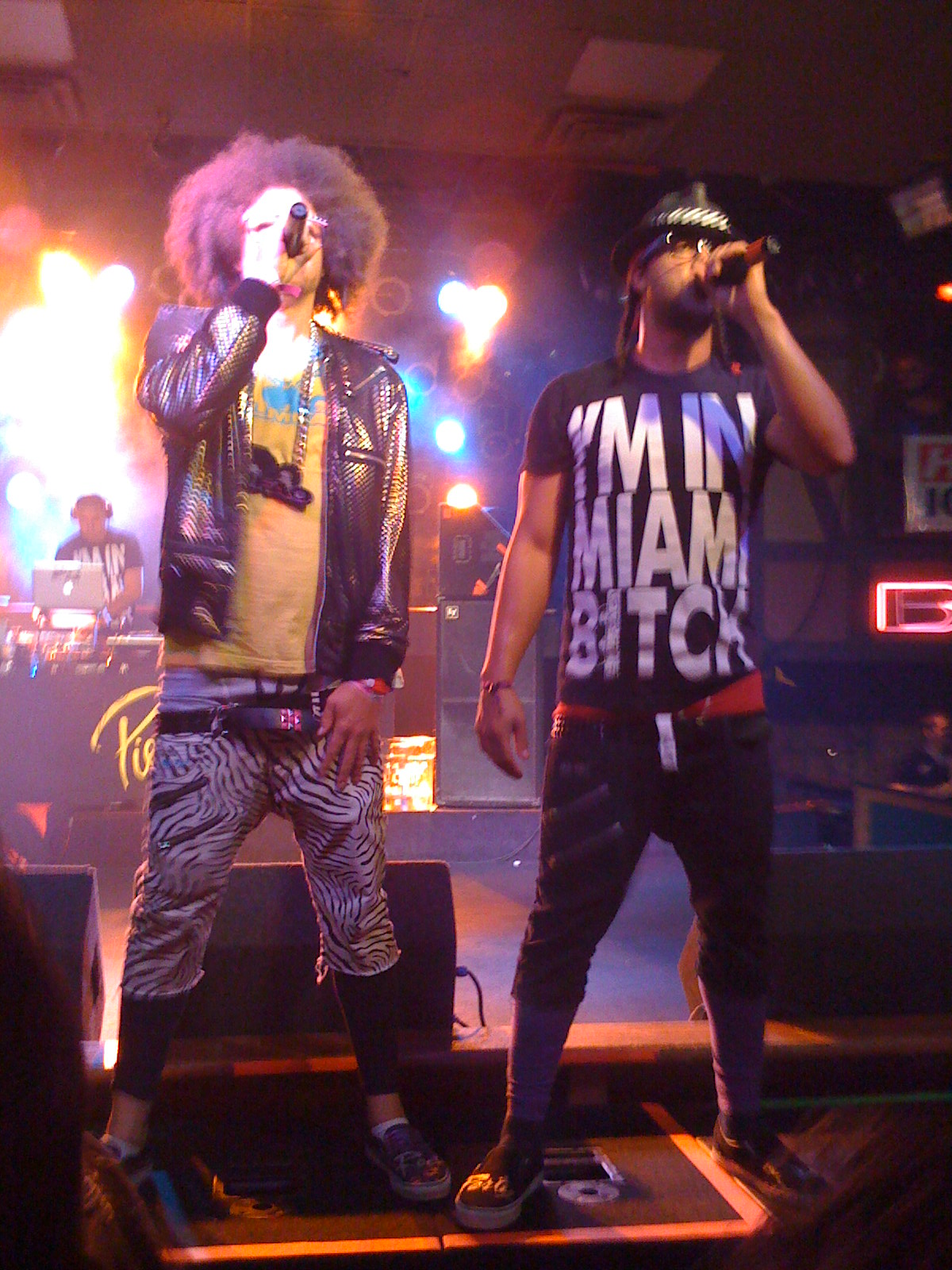
El dúo americano de dance/hip-hop LMFAO tuvo el primer número uno de la lista.

Mexico Ingles Airplay es una lista de éxitos musicales publicado semanalmente por la revista Billboard donde se enumeran los sencillos de habla inglesa que reciben airplay en México. Según la base de datos electrónicos de Billboard, la primera lista fue publicada el 1 de octubre de 2011 donde la encabezaba "Party Rock Anthem" del dúo de dance/hip hop estadounidense LMFAO con Lauren Bennett y GoonRock, que también alcanzó el número uno en el Billboard Hot 100 de Estados Unidos. Tres canciones de la compositora inglesa Adele alcanzaron la cima de las listas en México y Estados Unidos, "Someone like You", "Set Fire to the Rain" y "Hello". La canción ganadora de un Grammy "We Are Young" de la banda estadounidense fun. con Janelle Monáe, fue una canción número uno en México, el Reino Unido y Estados Unidos después de ser presentada en la serie de televisión Glee y en un comercial para Chevrolet que se emitió durante el Super Bowl de 2012. La banda estadounidense Maroon 5 y la compositora Katy Perry tienen el récord con la mayor cantidad de sencillos número uno en la lista Mexico Ingles Airplay, con cinco, cada uno.
En 2013, la artista estadounidense Miley Cyrus pasó nueve semanas consecutivas en el número uno de la lista Mexico Ingles Airplay con "Wrecking Ball" por la que fue galardonada con el Premio MTV Video Music al Video del Año. "Happy" del cantautor estadounidense Pharrell Williams también fue un hit número uno en México, recibió una nominación para un premio de la Academia a la mejor canción original, y fue declarada la canción más exitosa de 2014, con 13,9 millones de unidades vendidas en todo el mundo, de acuerdo con la Federación Internacional de la Industria Fonográfica. "Boom Clap" de la cantante inglesa Charli XCX apareció en la película de 2014 Bajo la misma estrella y alcanzó el número uno en México. El sencillo colaborativo entre el productor inglés Mark Ronson con el cantante Bruno Mars, titulado "Uptown Funk", encabezó la lista mexicana y terminó como el sencillo con mejor desempeño de 2015 en Estados Unidos. "7 Years" de la banda danesa Lukas Graham alcanzó el número uno en Australia, México y el Reino Unido en 2016. El cantante y compositor estadounidense Charlie Puth debutó en la parte superior de la lista en noviembre de 2017, con la canción "How Long".

## Números uno

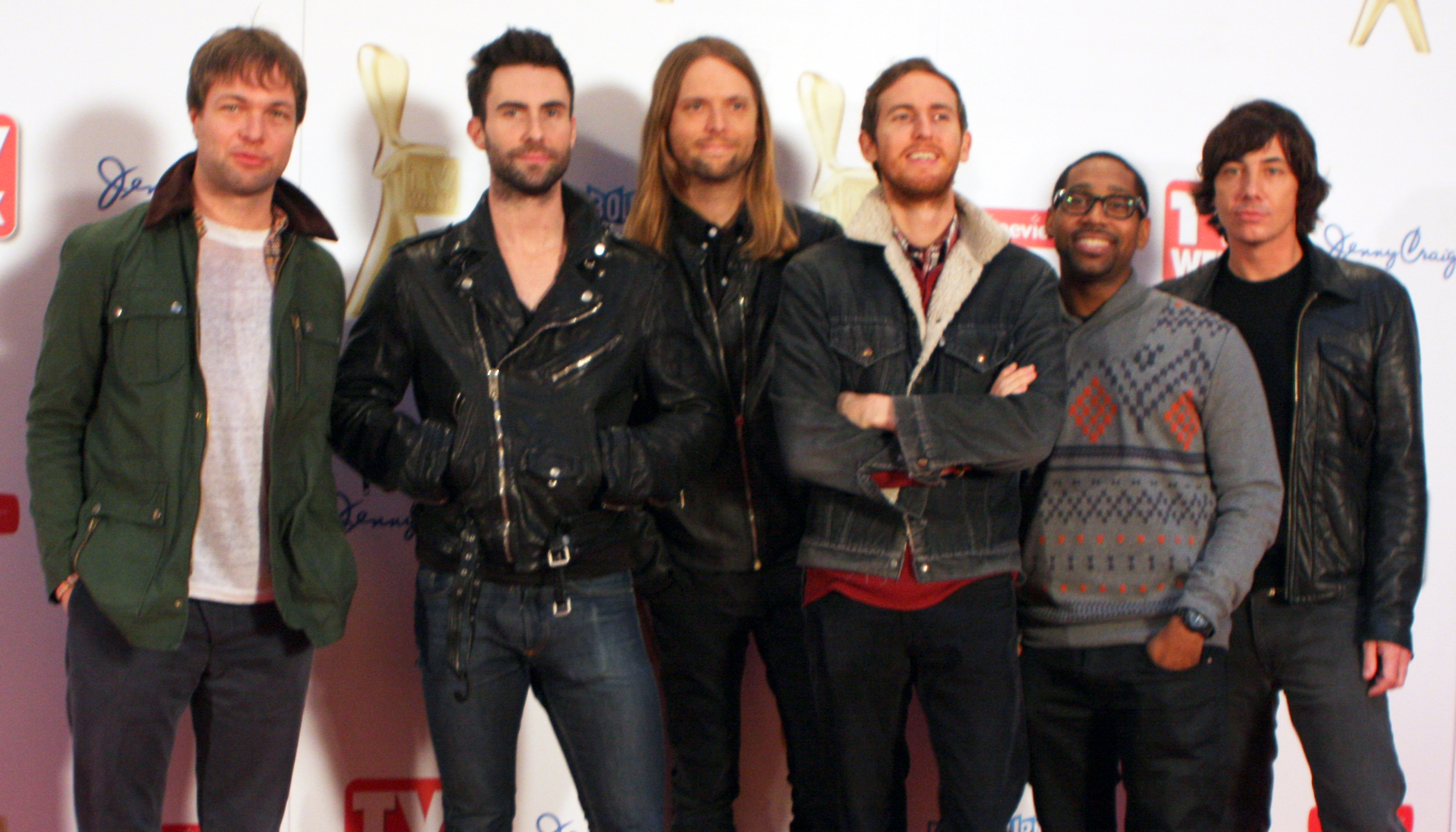
La banda estadounidense Maroon 5, es la que más sencillos número uno tiene en la lista (5).

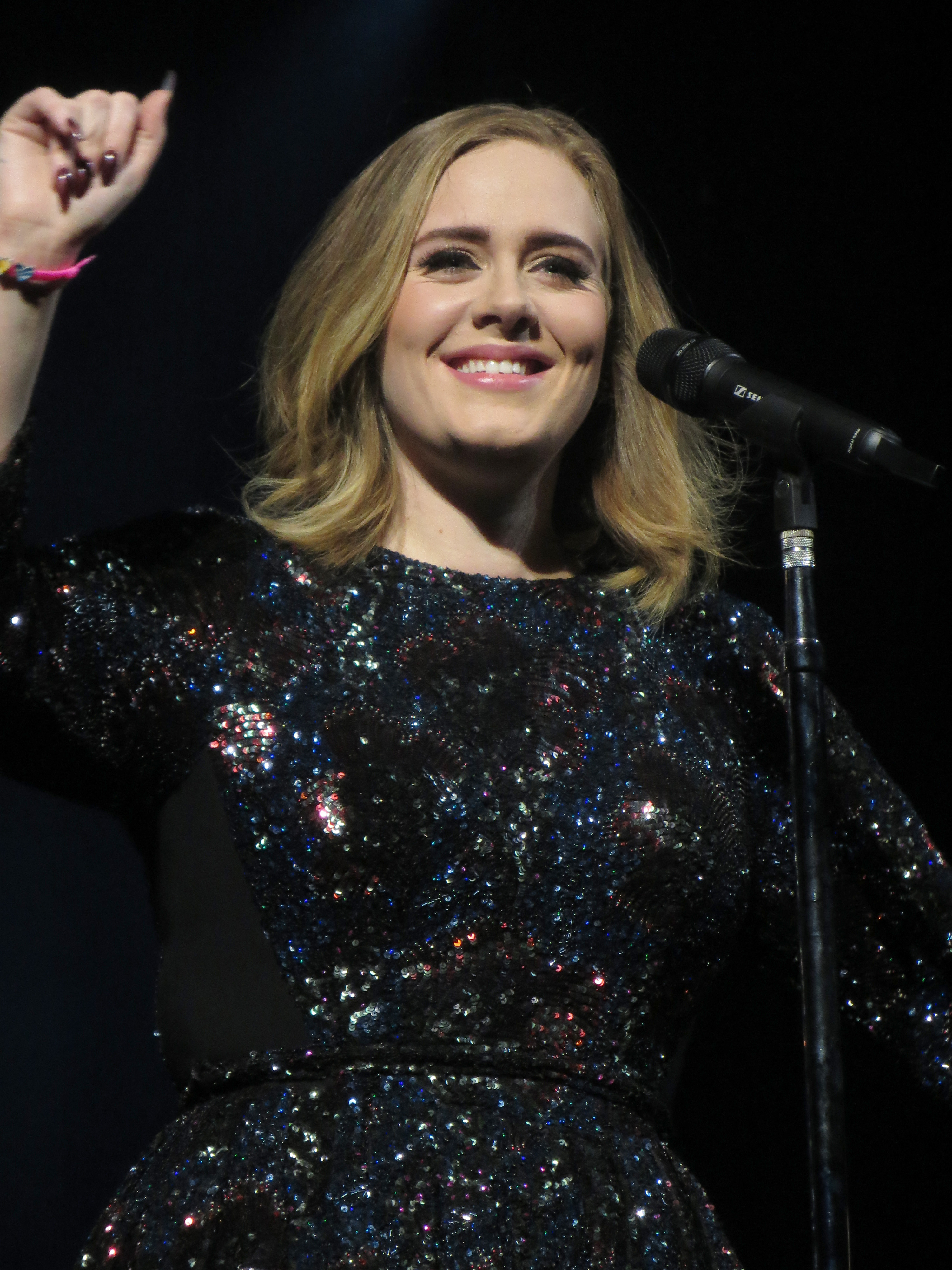
La cantautora británica Adele (foto de 2016) han tenido tres singles número uno en el listado.

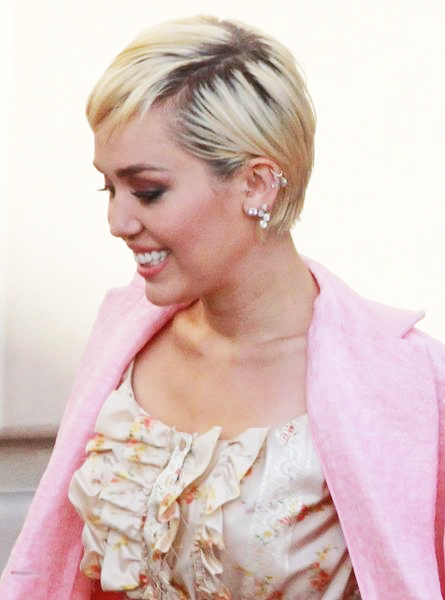
La cantante estadounidense Miley Cyrus (foto de 2015) alcanzó el número uno con "Wrecking Ball".

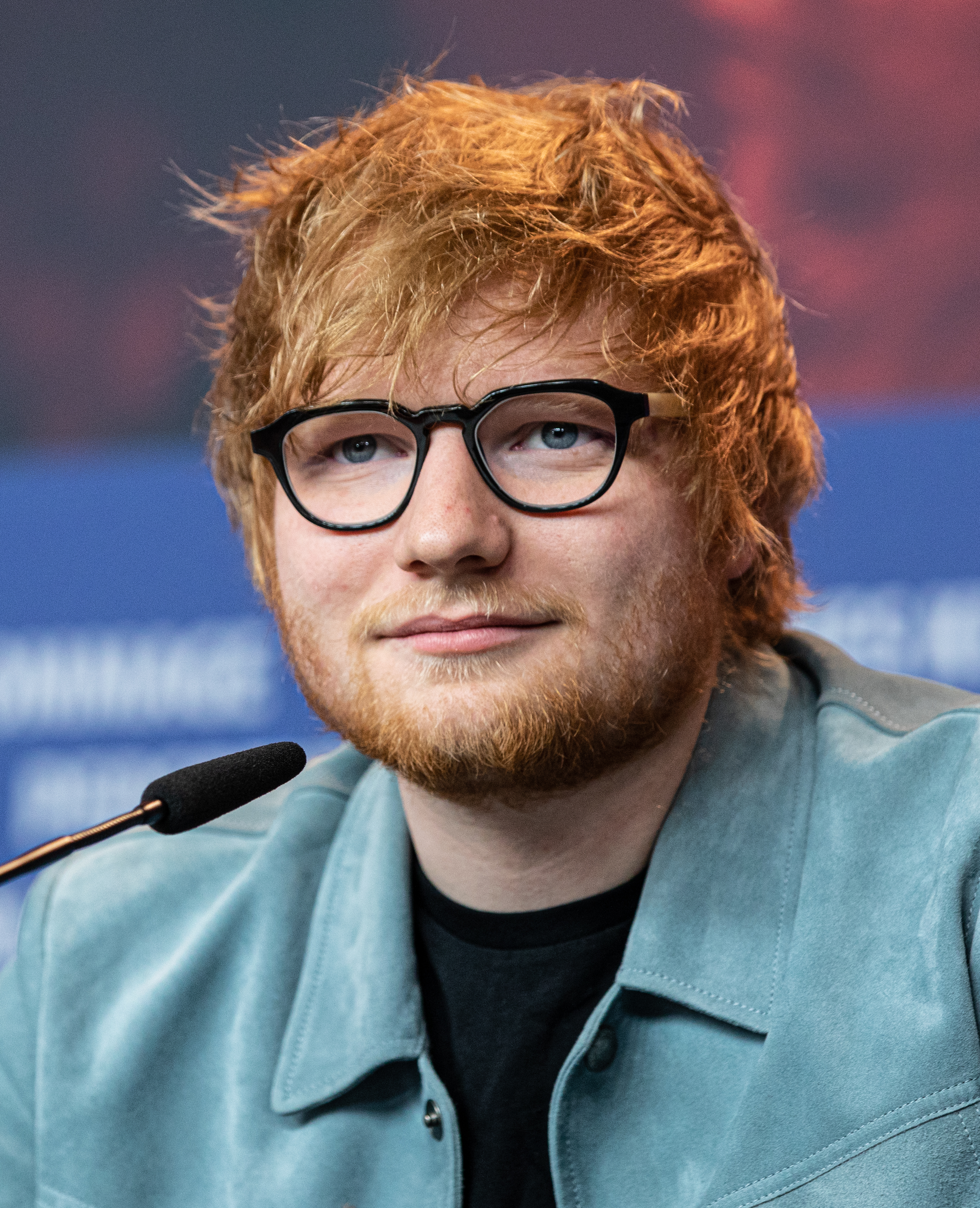
El intérprete inglés Ed Sheeran (foto de 2018) alcanzó el número uno con "Thinking Out Loud", "Photograph" y "Shape of You".

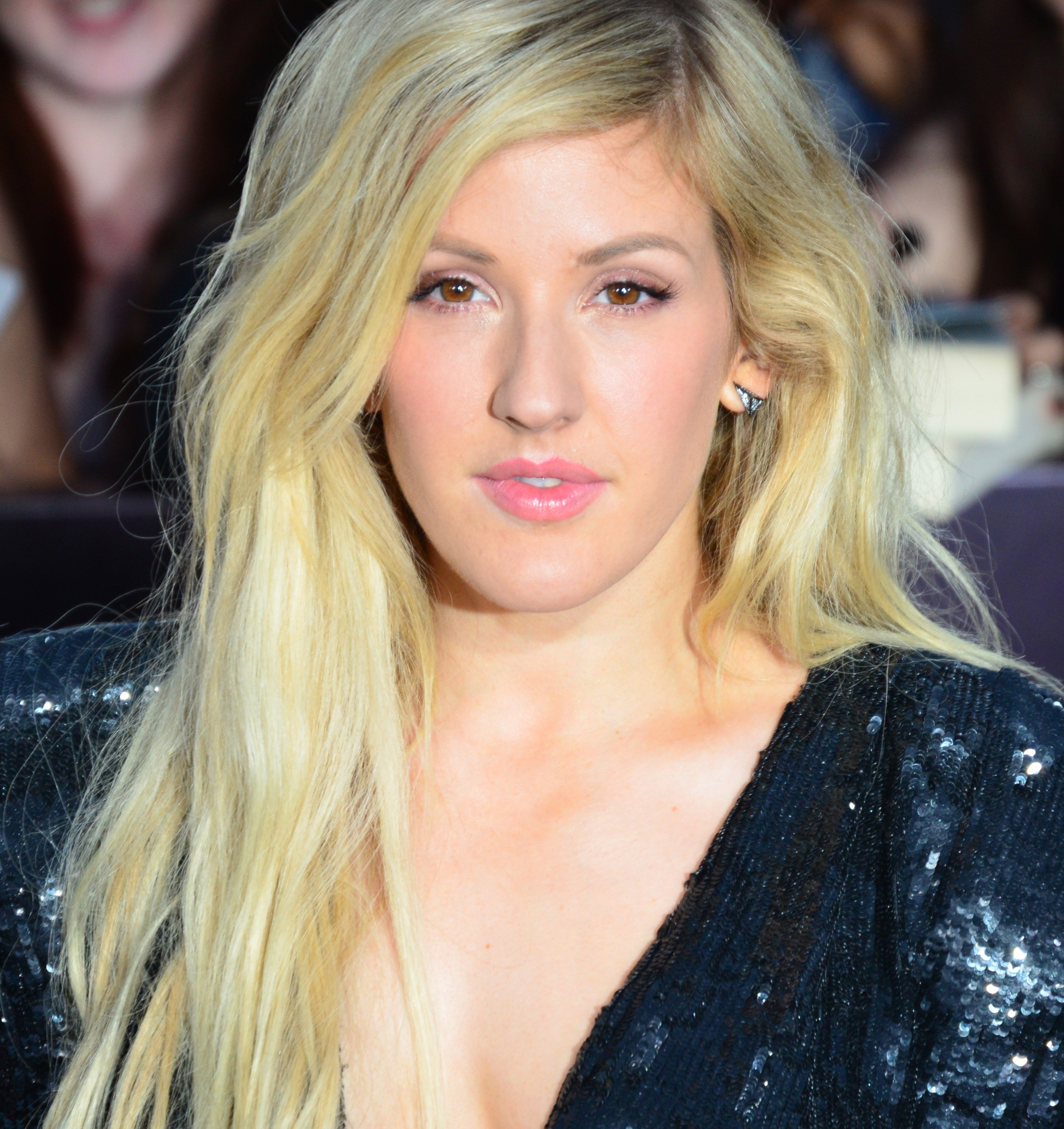
La cantautora británica Ellie Goulding (foto de 2014) alcanzó el número uno durante dos semanas consecutivas con "Love Me like You Do".

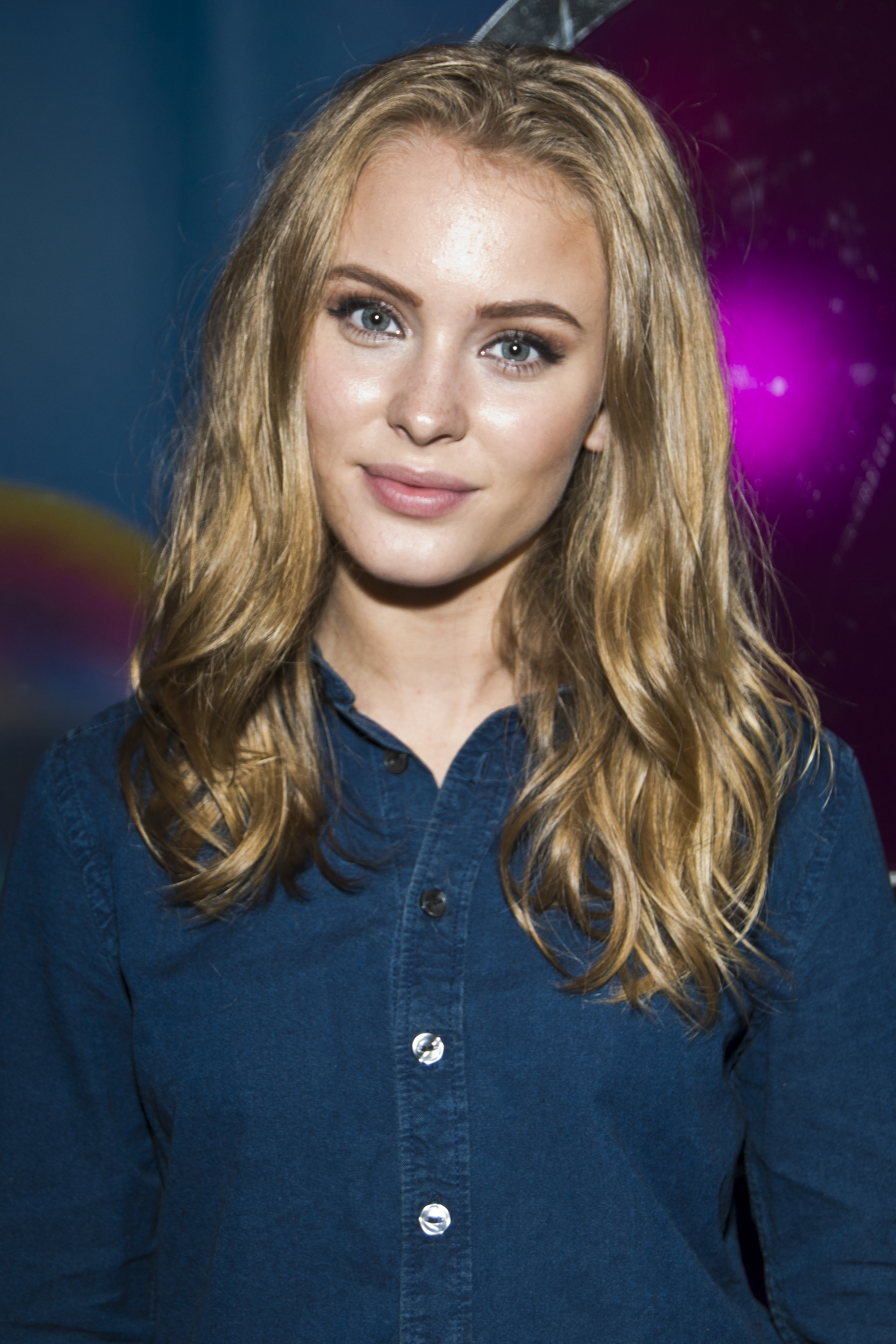
La artista sueca Zara Larsson alcanzó el número uno con "Lush Life" en 2016

| No. | canción que obtuvo el número 1 en la lista Mexico Ingles Airplay. |
| re  | La canción regresa al número uno.                                 |

| 1    | LMFAO con Lauren Bennett and GoonRock                                             | "Party Rock Anthem"                             | 1 de octubre de 2011     | 3  | [ 11 ]  |
| 2    | Alexandra Stan                                                                    | "Mr. Saxobeat"                                  | 22 de octubre de 2011    | 2  | [ 12 ]  |
| re   | LMFAO con Lauren Bennett and GoonRock                                             | "Party Rock Anthem"                             | 5 de noviembre de 2011   | 1  | [ 13 ]  |
| 3    | Maroon 5 con Christina Aguilera                                                   | "Moves like Jagger"                             | 12 de noviembre de 2011  | 1  | [ 14 ]  |
| 4    | Foster the People                                                                 | "Pumped Up Kicks"                               | 19 de noviembre de 2011  | 3  | [ 15 ]  |
| 5    | Adele                                                                             | "Someone like You"                              | 10 de diciembre de 2011  | 1  | [ 16 ]  |
| re   | Maroon 5 con Christina Aguilera                                                   | "Moves like Jagger"                             | 17 de diciembre de 2011  | 1  | [ 17 ]  |
| re   | Foster the People                                                                 | "Pumped Up Kicks"                               | 24 de diciembre de 2011  | 7  | [ 18 ]  |
| 2012 |                                                                                   |                                                 |                          |    |         |
| 6    | Coldplay                                                                          | "Paradise"                                      | 11 de febrero de 2012    | 1  | [ 19 ]  |
| re   | Foster the People                                                                 | "Pumped Up Kicks"                               | 18 de febrero de 2012    | 1  | [ 20 ]  |
| 7    | Rihanna con Calvin Harris                                                         | "We Found Love"                                 | 25 de febrero de 2012    | 2  | [ 21 ]  |
| 8    | fun. con Janelle Monáe                                                            | "We Are Young"                                  | 10 de marzo de 2012      | 1  | [ 22 ]  |
| 9    | Adele                                                                             | "Set Fire to the Rain"                          | 17 de marzo de 2012      | 1  | [ 23 ]  |
| re   | fun. con Janelle Monáe                                                            | "We Are Young"                                  | 24 de marzo de 2012      | 1  | [ 24 ]  |
| 10   | Gotye con Kimbra                                                                  | "Somebody That I Used to Know"                  | 31 de marzo de 2012      | 1  | [ 25 ]  |
| 11   | Flo Rida                                                                          | "Good Feeling"                                  | 7 de abril de 2012       | 1  | [ 26 ]  |
| re   | Gotye con Kimbra                                                                  | "Somebody That I Used to Know"                  | 14 de abril de 2012      | 1  | [ 27 ]  |
| re   | Adele                                                                             | "Set Fire to the Rain"                          | 21 de abril de 2012      | 2  | [ 28 ]  |
| 12   | Selena Gomez & the Scene                                                          | "Love You like a Love Song"                     | 5 de mayo de 2012        | 1  | [ 29 ]  |
| re   | Rihanna con Calvin Harris                                                         | "We Found Love"                                 | 12 de mayo de 2012       | 1  | [ 30 ]  |
| re   | Selena Gomez & the Scene                                                          | "Love You like a Love Song"                     | 19 de mayo de 2012       | 1  | [ 31 ]  |
| 13   | Katy Perry                                                                        | "Part of Me"                                    | 26 de mayo de 2012       | 1  | [ 32 ]  |
| re   | fun. con Janelle Monáe                                                            | "We Are Young"                                  | 2 de junio de 2012       | 7  | [ 33 ]  |
| re   | Gotye con Kimbra                                                                  | "Somebody That I Used to Know"                  | 21 de julio de 2012      | 1  | [ 34 ]  |
| re   | fun. con Janelle Monáe                                                            | "We Are Young"                                  | 28 de julio de 2012      | 1  | [ 35 ]  |
| re   | Gotye con Kimbra                                                                  | "Somebody That I Used to Know"                  | 4 de agosto de 2012      | 1  | [ 36 ]  |
| 14   | Maroon 5 con Wiz Khalifa                                                          | "Payphone"                                      | 11 de agosto de 2012     | 4  | [ 37 ]  |
| re   | Gotye con Kimbra                                                                  | "Somebody That I Used to Know"                  | 8 de septiembre de 2012  | 1  | [ 38 ]  |
| 15   | David Guetta con Sia                                                              | "Titanium"                                      | 15 de septiembre de 2012 | 4  | [ 39 ]  |
| 16   | Psy                                                                               | "Gangnam Style"                                 | 13 de octubre de 2012    | 1  | [ 40 ]  |
| re   | David Guetta con Sia                                                              | "Titanium"                                      | 20 de octubre de 2012    | 4  | [ 41 ]  |
| 17   | fun.                                                                              | "Some Nights"                                   | 17 de noviembre de 2012  | 1  | [ 42 ]  |
| 18   | Of Monsters and Men                                                               | "Little Talks"                                  | 24 de noviembre de 2012  | 3  | [ 43 ]  |
| re   | David Guetta con Sia                                                              | "Titanium"                                      | 15 de diciembre de 2012  | 1  | [ 44 ]  |
| 19   | Rihanna                                                                           | "Diamonds"                                      | 22 de diciembre de 2012  | 1  | [ 45 ]  |
| 20   | Bruno Mars                                                                        | "Locked Out of Heaven"                          | 29 de diciembre de 2012  | 10 | [ 46 ]  |
| 2013 |                                                                                   |                                                 |                          |    |         |
| re   | Rihanna                                                                           | "Diamonds"                                      | 9 de marzo de 2013       | 1  | [ 47 ]  |
| re   | Bruno Mars                                                                        | "Locked Out of Heaven"                          | 16 de marzo de 2013      | 2  | [ 48 ]  |
| 21   | P!nk con Nate Ruess                                                               | "Just Give Me a Reason"                         | 30 de marzo de 2013      | 1  | [ 49 ]  |
| re   | Bruno Mars                                                                        | "Locked Out of Heaven"                          | 6 de abril de 2013       | 3  | [ 50 ]  |
| 22   | will.i.am con Justin Bieber                                                       | "#thatPOWER"                                    | 6 de abril de 2013       | 1  | [ 51 ]  |
| re   | Bruno Mars                                                                        | "Locked Out of Heaven"                          | 4 de mayo de 2013        | 1  | [ 52 ]  |
| 23   | fun.                                                                              | "Carry On"                                      | 11 de mayo de 2013       | 1  | [ 53 ]  |
| 24   | Daft Punk con Pharrell Williams                                                   | "Get Lucky"                                     | 18 de mayo de 2013       | 6  | [ 54 ]  |
| 25   | Robin Thicke con T.I. and Pharrell Williams                                       | "Blurred Lines"                                 | 29 de junio de 2013      | 2  | [ 55 ]  |
| re   | Daft Punk con Pharrell Williams                                                   | "Get Lucky"                                     | 13 de julio de 2013      | 1  | [ 56 ]  |
| 26   | Macklemore & Ryan Lewis con Ray Dalton                                            | "Can't Hold Us"                                 | 20 de julio de 2013      | 1  | [ 57 ]  |
| re   | Daft Punk con Pharrell Williams                                                   | "Get Lucky"                                     | 27 de julio de 2013      | 1  | [ 58 ]  |
| re   | Robin Thicke con T.I. and Pharrell Williams                                       | "Blurred Lines"                                 | 3 de agosto de 2013      | 1  | [ 59 ]  |
| re   | Daft Punk con Pharrell Williams                                                   | "Get Lucky"                                     | 10 de agosto de 2013     | 2  | [ 60 ]  |
| 27   | Avicii                                                                            | "Wake Me Up!"                                   | 24 de agosto de 2013     | 1  | [ 61 ]  |
| 28   | Bruno Mars                                                                        | "Treasure"                                      | 31 de agosto de 2013     | 1  | [ 62 ]  |
| 29   | Selena Gomez                                                                      | "Come & Get It"                                 | 7 de septiembre de 2013  | 1  | [ 63 ]  |
| re   | Avicii                                                                            | "Wake Me Up!"                                   | 14 de septiembre de 2013 | 1  | [ 64 ]  |
| 30   | Capital Cities                                                                    | "Safe and Sound"                                | 21 de septiembre de 2013 | 1  | [ 65 ]  |
| re   | Avicii                                                                            | "Wake Me Up!"                                   | 28 de septiembre de 2013 | 1  | [ 66 ]  |
| 31   | Katy Perry                                                                        | "Roar"                                          | 5 de octubre de 2013     | 1  | [ 67 ]  |
| re   | Capital Cities                                                                    | "Safe and Sound"                                | 12 de octubre de 2013    | 1  | [ 68 ]  |
| re   | Bruno Mars                                                                        | "Treasure"                                      | 19 de octubre de 2013    | 2  | [ 69 ]  |
| 32   | Miley Cyrus                                                                       | "Wrecking Ball"                                 | 2 de noviembre de 2013   | 4  | [ 70 ]  |
| 33   | Passenger                                                                         | "Let Her Go"                                    | 30 de noviembre de 2013  | 3  | [ 71 ]  |
| re   | Miley Cyrus                                                                       | "Wrecking Ball"                                 | 21 de diciembre de 2013  | 5  | [ 72 ]  |
| 2014 |                                                                                   |                                                 |                          |    |         |
| 34   | OneRepublic                                                                       | "Counting Stars"                                | 25 de enero de 2014      | 7  | [ 73 ]  |
| 35   | American Authors                                                                  | "Best Day of My Life"                           | 15 de marzo de 2014      | 1  | [ 74 ]  |
| re   | OneRepublic                                                                       | "Counting Stars"                                | 22 de marzo de 2014      | 1  | [ 75 ]  |
| 36   | Pharrell Williams                                                                 | "Happy"                                         | 29 de marzo de 2014      | 2  | [ 76 ]  |
| re   | OneRepublic                                                                       | "Counting Stars"                                | 12 de abril de 2014      | 3  | [ 77 ]  |
| re   | American Authors                                                                  | "Best Day of My Life"                           | 03 de mayo de 2014       | 1  | [ 78 ]  |
| re   | OneRepublic                                                                       | "Counting Stars"                                | 10 de mayo de 2014       | 3  | [ 79 ]  |
| 37   | Sigma                                                                             | "Nobody to Love"                                | 31 de mayo de 2014       | 2  | [ 80 ]  |
| re   | OneRepublic                                                                       | "Counting Stars"                                | 14 de junio de 2014      | 1  | [ 81 ]  |
| re   | American Authors                                                                  | "Best Day of My Life"                           | 21 de junio de 2014      | 3  | [ 82 ]  |
| re   | Sigma                                                                             | "Nobody to Love"                                | 12 de julio de 2014      | 2  | [ 83 ]  |
| re   | American Authors                                                                  | "Best Day of My Life"                           | 19 de julio de 2014      | 3  | [ 84 ]  |
| 38   | Charli XCX                                                                        | "Boom Clap"                                     | 9 de agosto de 2014      | 1  | [ 85 ]  |
| 39   | Kiesza                                                                            | "Hideaway"                                      | 16 de agosto de 2014     | 1  | [ 86 ]  |
| 40   | Tiësto con Matthew Koma                                                           | "Wasted"                                        | 23 de agosto de 2014     | 1  | [ 87 ]  |
| re   | Charli XCX                                                                        | "Boom Clap"                                     | 30 de agosto de 2014     | 2  | [ 88 ]  |
| 41   | Lillywood & Robin Schulz                                                          | "Prayer in C"                                   | 13 de septiembre de 2014 | 2  | [ 89 ]  |
| 42   | Magic!                                                                            | "Rude"                                          | 27 de septiembre de 2014 | 7  | [ 90 ]  |
| 43   | Meghan Trainor                                                                    | "All About That Bass"                           | 15 de noviembre de 2014  | 3  | [ 91 ]  |
| 44   | Calvin Harris con John Newman                                                     | "Blame"                                         | 6 de diciembre de 2014   | 2  | [ 92 ]  |
| re   | Meghan Trainor                                                                    | "All About That Bass"                           | 20 de diciembre de 2014  | 2  | [ 93 ]  |
| 2015 |                                                                                   |                                                 |                          |    |         |
| re   | Calvin Harris con John Newman                                                     | "Blame"                                         | 3 de enero de 2015       | 1  | [ 94 ]  |
| 45   | Mark Ronson con Bruno Mars                                                        | "Uptown Funk!"                                  | 10 de enero de 2015      | 1  | [ 95 ]  |
| 46   | Sam Smith                                                                         | "I'm Not the Only One"                          | 17 de enero de 2015      | 1  | [ 96 ]  |
| re   | Lillywood & Robin Schulz                                                          | "Prayer in C"                                   | 24 de enero de 2015      | 1  | [ 97 ]  |
| re   | Mark Ronson con Bruno Mars                                                        | "Uptown Funk!"                                  | 31 de enero de 2015      | 5  | [ 98 ]  |
| 47   | Ellie Goulding                                                                    | "Love Me like You Do"                           | 7 de marzo de 2015       | 1  | [ 99 ]  |
| re   | Sam Smith                                                                         | "I'm Not the Only One"                          | 14 de marzo de 2015      | 2  | [ 100 ] |
| 48   | Ed Sheeran                                                                        | "Thinking Out Loud"                             | 28 de marzo de 2015      | 1  | [ 101 ] |
| re   | Mark Ronson con Bruno Mars                                                        | "Uptown Funk!"                                  | 4 de abril de 2015       | 1  | [ 102 ] |
| 49   | Sheppard                                                                          | "Geronimo"                                      | 11 de abril de 2015      | 1  | [ 103 ] |
| 50   | Hozier                                                                            | "Take Me to Church"                             | 18 de abril de 2015      | 1  | [ 104 ] |
| re   | Mark Ronson con Bruno Mars                                                        | "Uptown Funk!"                                  | 25 de abril de 2015      | 1  | [ 105 ] |
| 51   | Maroon 5                                                                          | "Sugar"                                         | 2 de mayo de 2015        | 1  | [ 106 ] |
| re   | Ellie Goulding                                                                    | "Love Me like You Do"                           | 9 de mayo de 2015        | 1  | [ 107 ] |
| 52   | Wiz Khalifa con Charlie Puth                                                      | "See You Again"                                 | 16 de mayo de 2015       | 1  | [ 108 ] |
| re   | Maroon 5                                                                          | "Sugar"                                         | 23 de mayo de 2015       | 1  | [ 109 ] |
| 53   | OMI                                                                               | "Cheerleader"                                   | 30 de mayo de 2015       | 1  | [ 110 ] |
| re   | Wiz Khalifa con Charlie Puth                                                      | "See You Again"                                 | 6 de junio de 2015       | 2  | [ 111 ] |
| 54   | Major Lazer and DJ Snake con MØ                                                   | "Lean On"                                       | 20 de junio de 2015      | 1  | [ 112 ] |
| 55   | John Newman                                                                       | "Come and Get It"                               | 27 de junio de 2015      | 1  | [ 113 ] |
| re   | Wiz Khalifa con Charlie Puth                                                      | "See You Again"                                 | 4 de julio de 2015       | 1  | [ 114 ] |
| 56   | Maroon 5                                                                          | "This Summer's Gonna Hurt like a Motherfucker"  | 11 de julio de 2015      | 1  | [ 115 ] |
| re   | OMI                                                                               | "Cheerleader"                                   | 18 de julio de 2015      | 1  | [ 116 ] |
| 57   | Jason Derulo                                                                      | "Want to Want Me"                               | 25 de julio de 2015      | 2  | [ 117 ] |
| 58   | Ed Sheeran                                                                        | "Photograph"                                    | 8 de agosto de 2015      | 1  | [ 118 ] |
| 59   | The Weeknd                                                                        | "Can't Feel My Face"                            | 15 de agosto de 2015     | 3  | [ 119 ] |
| re   | OMI con Nicky Jam                                                                 | "Cheerleader"                                   | 5 de septiembre de 2015  | 1  | [ 120 ] |
| re   | The Weeknd                                                                        | "Can't Feel My Face"                            | 12 de septiembre de 2015 | 1  | [ 121 ] |
| 60   | Galantis                                                                          | "Peanut Butter Jelly"                           | 19 de septiembre de 2015 | 2  | [ 122 ] |
| 61   | Felix Jaehn con Jasmine Thompson                                                  | "Ain't Nobody (Loves Me Better)"                | 19 de septiembre de 2015 | 1  | [ 123 ] |
| re   | Ed Sheeran                                                                        | "Photograph"                                    | 10 de octubre de 2015    | 1  | [ 124 ] |
| 62   | Macklemore & Ryan Lewis con Eric Nally, Melle Mel, Kool Moe Dee & Grandmaster Caz | "Downtown"                                      | 17 de octubre de 2015    | 1  | [ 125 ] |
| 63   | R. City con Adam Levine                                                           | "Locked Away"                                   | 24 de octubre de 2015    | 1  | [ 126 ] |
| re   | Ed Sheeran                                                                        | "Photograph"                                    | 31 de octubre de 2015    | 2  | [ 127 ] |
| 64   | Calvin Harris & Disciples                                                         | "How Deep Is Your Love"                         | 14 de noviembre de 2015  | 2  | [ 128 ] |
| 65   | Lost Frequencies con Janieck Devy                                                 | "Reality"                                       | 28 de noviembre de 2015  | 1  | [ 129 ] |
| re   | Calvin Harris & Disciples                                                         | "How Deep Is Your Love"                         | 5 de diciembre de 2015   | 1  | [ 130 ] |
| 66   | Adele                                                                             | "Hello"                                         | 12 de diciembre de 2015  | 1  | [ 131 ] |
| 67   | Elle King                                                                         | "Ex's & Oh's"                                   | 19 de diciembre de 2015  | 5  | [ 132 ] |
| 2016 |                                                                                   |                                                 |                          |    |         |
| re   | Lost Frequencies con Janieck Devy                                                 | "Reality"                                       | 23 de enero de 2016      | 1  | [ 133 ] |
| 68   | Coldplay                                                                          | "Adventure of a Lifetime"                       | 30 de enero de 2016      | 1  | [ 134 ] |
| re   | Lost Frequencies con Janieck Devy                                                 | "Reality"                                       | 06 de febrero de 2016    | 2  | [ 135 ] |
| re   | Coldplay                                                                          | "Adventure of a Lifetime"                       | 20 de febrero de 2016    | 4  | [ 136 ] |
| 69   | DNCE                                                                              | "Cake by the Ocean"                             | 19 de marzo de 2016      | 1  | [ 137 ] |
| 70   | Lukas Graham                                                                      | "7 Years"                                       | 26 de marzo de 2016      | 1  | [ 138 ] |
| 71   | 99 Souls con Destiny's Child and Brandy                                           | "The Girl is Mine"                              | 02 de abril de 2016      | 1  | [ 139 ] |
| re   | DNCE                                                                              | "Cake by the Ocean"                             | 09 de abril de 2016      | 1  | [ 140 ] |
| 72   | Twenty One Pilots                                                                 | "Stressed Out"                                  | 09 de abril de 2016      | 1  | [ 141 ] |
| re   | DNCE                                                                              | "Cake by the Ocean"                             | 23 de abril de 2016      | 1  | [ 142 ] |
| re   | Twenty One Pilots                                                                 | "Stressed Out"                                  | 30 de abril de 2016      | 1  | [ 143 ] |
| 73   | Meghan Trainor                                                                    | "No"                                            | 07 de mayo de 2016       | 1  | [ 144 ] |
| 74   | Zara Larsson                                                                      | "Lush Life"                                     | 14 de mayo de 2016       | 1  | [ 145 ] |
| 75   | Sigala con John Newman & Nile Rodgers                                             | "Give Me Your Love"                             | 21 de mayo de 2016       | 2  | [ 146 ] |
| 76   | Justin Timberlake                                                                 | "Can't Stop the Feeling!"                       | 4 de junio de 2016       | 1  | [ 147 ] |
| re   | Sigala con John Newman & Nile Rodgers                                             | "Give Me Your Love"                             | 11 de junio de 2016      | 1  | [ 148 ] |
| re   | Justin Timberlake                                                                 | "Can't Stop the Feeling!"                       | 18 de junio de 2016      | 1  | [ 149 ] |
| 77   | Kungs vs Cookin' on 3 Burners                                                     | "This Girl"                                     | 25 de junio de 2016      | 1  | [ 150 ] |
| 78   | David Guetta con Zara Larsson                                                     | "This One's For You"                            | 2 de julio de 2016       | 1  | [ 151 ] |
| re   | Kungs vs Cookin' on 3 Burners                                                     | "This Girl"                                     | 9 de julio de 2016       | 3  | [ 152 ] |
| 79   | Twenty One Pilots                                                                 | "Ride"                                          | 30 de julio de 2017      | 2  | [ 153 ] |
| 80   | Sak Noel & Salvi con Sean Paul                                                    | "Trumpets"                                      | 13 de agosto de 2016     | 1  | [ 154 ] |
| re   | Kungs vs Cookin' on 3 Burners                                                     | "This Girl"                                     | 20 de agosto de 2016     | 1  | [ 155 ] |
| re   | Sak Noel & Salvi con Sean Paul                                                    | "Trumpets"                                      | 24 de agosto de 2016     | 2  | [ 156 ] |
| 81   | Calum Scott                                                                       | "Dancing On My Own"                             | 10 de septiembre de 2016 | 3  | [ 157 ] |
| 82   | Jonas Blue con JP Cooper                                                          | "Perfect Strangers"                             | 01 de octubre de 2016    | 1  | [ 158 ] |
| re   | Calum Scott                                                                       | "Dancing On My Own"                             | 8 de octubre de 2016     | 1  | [ 159 ] |
| 83   | Kungs con Jamie N Commons                                                         | "Don't You Know"                                | 15 de octubre de 2016    | 2  | [ 160 ] |
| 84   | Sia con Kendrick Lamar                                                            | "The Greatest"                                  | 29 de octubre de 2016    | 1  | [ 161 ] |
| 85   | Bruno Mars                                                                        | "24K Magic"                                     | 5 de noviembre de 2016   | 1  | [ 162 ] |
| 86   | The Weeknd con Daft Punk                                                          | "Starboy"                                       | 12 de noviembre de 2016  | 1  | [ 163 ] |
| 87   | Maroon 5 con Kendrick Lamar                                                       | "Don't Wanna Know"                              | 19 de noviembre de 2016  | 1  | [ 164 ] |
| 88   | Clean Bandit con Sean Paul and Anne-Marie                                         | "Rockabye"                                      | 26 de noviembre de 2016  | 1  | [ 165 ] |
| 89   | Alok, Bruno Martini con Zeeba                                                     | "Hear Me Now"                                   | 03 de diciembre de 2016  | 1  | [ 166 ] |
| re   | Clean Bandit con Sean Paul and Anne-Marie                                         | "Rockabye"                                      | 10 de diciembre de 2016  | 1  | [ 167 ] |
| re   | Alok, Bruno Martini con Zeeba                                                     | "Hear Me Now"                                   | 14 de diciembre de 2016  | 1  | [ 168 ] |
| re   | The Weeknd con Daft Punk                                                          | "Starboy"                                       | 24 de diciembre de 2016  | 1  | [ 169 ] |
| re   | Clean Bandit con Sean Paul and Anne-Marie                                         | "Rockabye"                                      | 31 de diciembre de 2016  | 1  | [ 170 ] |
| 2017 |                                                                                   |                                                 |                          |    |         |
| 90   | The Weeknd con Daft Punk                                                          | "I Feel It Coming"                              | 07 de enero de 2017      | 2  | [ 171 ] |
| 91   | Hailee Steinfeld & Grey con Zedd                                                  | "Starving"                                      | 21 de enero de 2017      | 1  | [ 172 ] |
| re   | Clean Bandit con Sean Paul and Anne-Marie                                         | "Rockabye"                                      | 28 de enero de 2017      | 2  | [ 173 ] |
| re   | Alok, Bruno Martini con Zeeba                                                     | "Hear Me Now"                                   | 11 de febrero de 2017    | 1  | [ 174 ] |
| re   | The Weeknd con Daft Punk                                                          | "I Feel It Coming"                              | 18 de febrero de 2017    | 1  | [ 175 ] |
| 92   | Sia                                                                               | "Move Your Body"                                | 25 de febrero de 2017    | 1  | [ 176 ] |
| 93   | Ed Sheeran                                                                        | "Shape of You"                                  | 04 de marzo de 2017      | 1  | [ 177 ] |
| 94   | Burak Yeter con Danelle Sandoval                                                  | "Tuesday"                                       | 11 de marzo de 2017      | 1  | [ 178 ] |
| 95   | Katy Perry con Skip Marley                                                        | "Chained to the Rhythm"                         | 18 de marzo de 2017      | 1  | [ 179 ] |
| re   | Ed Sheeran                                                                        | "Shape of You"                                  | 25 de marzo de 2017      | 1  | [ 180 ] |
| 96   | Ofenbach                                                                          | "Be Mine"                                       | 01 de abril de 2017      | 5  | [ 181 ] |
| 97   | Harry Styles                                                                      | "Sign of the Times"                             | 06 de mayo de 2017       | 3  | [ 182 ] |
| re   | Ofenbach                                                                          | "Be Mine"                                       | 27 de mayo de 2017       | 1  | [ 183 ] |
| 98   | Alok, Bruno Martini con Zeeba                                                     | "Never Let Me Go"                               | 03 de junio de 2017      | 1  | [ 184 ] |
| 99   | Charlie Puth                                                                      | "Attention"                                     | 10 de junio de 2017      | 1  | [ 185 ] |
| re   | Alok, Bruno Martini con Zeeba                                                     | "Never Let Me Go"                               | 17 de junio de 2017      | 1  | [ 186 ] |
| 100  | Miley Cyrus                                                                       | "Malibu"                                        | 24 de junio de 2017      | 1  | [ 187 ] |
| re   | Charlie Puth                                                                      | "Attention"                                     | 1 de julio de 2017       | 1  | [ 188 ] |
| 101  | Katy Perry con Nicki Minaj                                                        | "Swish Swish"                                   | 08 de julio de 2017      | 1  | [ 189 ] |
| 102  | Clean Bandit con Zara Larsson                                                     | "Symphony"                                      | 15 de julio de 2017      | 1  | [ 190 ] |
| 103  | Portugal. The Man                                                                 | "Feel It Still"                                 | 22 de julio de 2017      | 2  | [ 191 ] |
| 104  | DJ Khaled con Rihanna & Bryson Tiller                                             | "Wild Thoughts"                                 | 05 de agosto de 2017     | 1  | [ 192 ] |
| 105  | Calvin Harris con Pharrell Williams, Katy Perry & Big Sean                        | "Feels"                                         | 12 de agosto de 2017     | 1  | [ 193 ] |
| re   | DJ Khaled con Rihanna & Bryson Tiller                                             | "Wild Thoughts"                                 | 19 de agosto de 2017     | 1  | [ 194 ] |
| re   | Portugal. The Man                                                                 | "Feel It Still"                                 | 26 de agosto de 2017     | 1  | [ 195 ] |
| re   | Calvin Harris con Pharrell Williams, Katy Perry & Big Sean                        | "Feels"                                         | 02 de septiembre de 2017 | 1  | [ 196 ] |
| re   | Portugal. The Man                                                                 | "Feel It Still"                                 | 09 de septiembre de 2017 | 1  | [ 197 ] |
| 106  | P!nk                                                                              | "What About Us"                                 | 16 de septiembre de 2017 | 1  | [ 198 ] |
| 107  | Justin Bieber + BloodPop                                                          | "Friends"                                       | 16 de septiembre de 2017 | 1  | [ 199 ] |
| 108  | U2                                                                                | "You're the Best Thing About Me"                | 30 de septiembre de 2017 | 1  | [ 200 ] |
| re   | P!nk                                                                              | "What About Us"                                 | 7 de octubre de 2017     | 2  | [ 201 ] |
| re   | U2                                                                                | "You're the Best Thing About Me"                | 21 de octubre de 2017    | 1  | [ 202 ] |
| 109  | Zayn con Sia                                                                      | "Dusk Till Dawn"                                | 28 de octubre de 2017    | 1  | [ 203 ] |
| 110  | Maroon 5 con SZA                                                                  | "What Lovers Do"                                | 4 de noviembre de 2017   | 1  | [ 204 ] |
| 111  | Charlie Puth                                                                      | "How Long"                                      | 11 de noviembre de 2017  | 1  | [ 10 ]  |
| 112  | Ofenbach Vs. Nick Waterhouse                                                      | "Katchi"                                        | 18 de noviembre de 2017  | 1  | [ 205 ] |
| re   | Portugal. The Man                                                                 | "Feel It Still"                                 | 25 de noviembre de 2017  | 2  | [ 206 ] |
| 113  | Camila Cabello con Young Thug                                                     | "Havana"                                        | 9 de diciembre de 2017   | 1  | [ 207 ] |
| re   | Maroon 5 con SZA                                                                  | "What Lovers Do"                                | 16 de diciembre de 2017  | 1  | [ 208 ] |
| 114  | Rita Ora                                                                          | "Anywhere"                                      | 23 de diciembre de 2017  | 1  | [ 209 ] |
| re   | Portugal. The Man                                                                 | "Feel It Still"                                 | 30 de diciembre de 2017  | 1  | [ 210 ] |
| 2018 |                                                                                   |                                                 |                          |    |         |
| re   | Rita Ora                                                                          | "Anywhere"                                      | 3 de enero de 2018       | 1  | [ 211 ] |
| 115  | Kygo con The Night Game                                                           | "Kids in Love"                                  | 6 de enero de 2018       | 1  | [ 212 ] |
| 116  | Selena Gomez X Marshmello                                                         | "Wolves"                                        | 13 de enero de 2018      | 1  | [ 213 ] |
| 117  | Ed Sheeran                                                                        | "Perfect"                                       | 20 de enero de 2018      | 1  | [ 214 ] |
| re   | Rita Ora                                                                          | "Anywhere"                                      | 27 de enero de 2018      | 2  | [ 215 ] |
| 118  | Liam Payne & Rita Ora                                                             | "For You (Fifty Shades Freed)"                  | 20 de febrero de 2018    | 1  | [ 216 ] |
| 119  | Rudimental con Jess Glynne, Macklemore & Dan Caplen                               | "These Days"                                    | 27 de febrero de 2018    | 5  | [ 217 ] |
| 120  | Kendrick Lamar & SZA                                                              | "All the Stars"                                 | 24 de marzo de 2018      | 1  | [ 218 ] |
| re   | Rudimental con Jess Glynne, Macklemore & Dan Caplen                               | "These Days"                                    | 31 de marzo de 2018      | 2  | [ 219 ] |
| re   | Rita Ora                                                                          | "Anywhere"                                      | 14 de abril de 2018      | 1  | [ 220 ] |
| re   | Rudimental con Jess Glynne, Macklemore & Dan Caplen                               | "These Days"                                    | 21 de abril de 2018      | 1  | [ 221 ] |
| 121  | Alice Merton                                                                      | "No Roots"                                      | 28 de abril de 2018      | 4  | [ 222 ] |
| 122  | Calvin Harris & Dua Lipa                                                          | "One Kiss"                                      | 26 de mayo de 2018       | 1  | [ 223 ] |
| 123  | Janieck                                                                           | "Does It Matter"                                | 2 de junio de 2018       | 2  | [ 224 ] |
| 124  | BTS                                                                               | "Fake Love"                                     | 16 de junio de 2018      | 1  | [ 225 ] |
| 125  | Clean Bandit con Demi Lovato                                                      | "Solo"                                          | 23 de junio de 2018      | 1  | [ 226 ] |
| 126  | David Guetta & Sia                                                                | "Flames"                                        | 30 de junio de 2018      | 1  | [ 227 ] |
| 127  | Maroon 5 con Cardi B                                                              | "Girls Like You"                                | 7 de julio de 2018       | 1  | [ 228 ] |
| re   | Clean Bandit con Demi Lovato                                                      | "Solo"                                          | 14 de julio de 2018      | 1  | [ 229 ] |
| 128  | Kygo & Imagine Dragons                                                            | ”Born to Be Yours”                              | 21 de julio de 2018      | 1  | [ 230 ] |
| re   | Janieck                                                                           | "Does It Matter"                                | 28 de julio de 2018      | 1  | [ 231 ] |
| 129  | ru & Boosin                                                                       | "Drunk Groove"                                  | 4 de agosto de 2018      | 1  | [ 232 ] |
| re   | Kygo & Imagine Dragons                                                            | ”Born to Be Yours”                              | 11 de agosto de 2018     | 1  | [ 233 ] |
| re   | Maroon 5 con Cardi B                                                              | "Girls Like You"                                | 18 de agosto de 2018     | 1  | [ 234 ] |
| 130  | Purple Disco Machine                                                              | "Dished (Male Stripper)"                        | 25 de agosto de 2018     | 2  | [ 235 ] |
| 131  | Calvin Harris & Sam Smith                                                         | "Promises"                                      | 8 de septiembre de 2018  | 1  | [ 236 ] |
| 132  | Drake                                                                             | "In My Feelings"                                | 15 de septiembre de 2018 | 1  | [ 237 ] |
| 133  | John Mayer                                                                        | "New Light"                                     | 22 de septiembre de 2018 | 1  | [ 238 ] |
| 134  | Dynoro & Gigi D'Agostino                                                          | "In My Mind"                                    | 29 de septiembre de 2018 | 1  | [ 239 ] |
| 135  | lovelytheband                                                                     | "Broken"                                        | 6 de octubre de 2018     | 2  | [ 240 ] |
| re   | Dynoro & Gigi D'Agostino                                                          | "In My Mind"                                    | 20 de octubre de 2018    | 1  | [ 241 ] |
| re   | John Mayer                                                                        | "New Light"                                     | 27 de octubre de 2018    | 1  | [ 242 ] |
| 136  | Panic! at the Disco                                                               | "High Hopes"                                    | 3 de noviembre de 2018   | 1  | [ 243 ] |
| 137  | ZAZ                                                                               | "Qué Vendrá"                                    | 10 de noviembre de 2018  | 2  | [ 244 ] |
| 138  | Post Malone & Swae Lee                                                            | "Sunflower (Spider-Man: Into The Spider-Verse)" | 24 de noviembre de 2018  | 1  | [ 245 ] |
| 139  | Clean Bandit con Marina and the Diamonds y Luis Fonsi                             | "Baby"                                          | 1 de diciembre de 2018   | 1  | [ 246 ] |
| re   | Post Malone & Swae Lee                                                            | "Sunflower (Spider-Man: Into The Spider-Verse)" | 8 de diciembre de 2018   | 2  | [ 247 ] |
| 140  | Los Unidades & Pharrell Williams con Jozzy                                        | "E-Lo"                                          | 22 de diciembre de 2018  | 1  | [ 248 ] |
| re   | Post Malone & Swae Lee                                                            | "Sunflower (Spider-Man: Into The Spider-Verse)" | 29 de diciembre de 2018  | 1  | [ 249 ] |
| 2019 |                                                                                   |                                                 |                          |    |         |
| re   | Panic! at the Disco                                                               | "High Hopes"                                    | 5 de enero de 2019       | 1  | [ 250 ] |
| re   | Post Malone & Swae Lee                                                            | "Sunflower (Spider-Man: Into The Spider-Verse)" | 12 de enero de 2019      | 1  | [ 251 ] |
| 141  | Mark Ronson con Miley Cyrus                                                       | "Nothing Breaks Like a Heart"                   | 19 de enero de 2019      | 1  | [ 252 ] |
| re   | Post Malone & Swae Lee                                                            | "Sunflower (Spider-Man: Into The Spider-Verse)" | 26 de enero de 2019      | 1  | [ 253 ] |
| 142  | Sam Smith & Normani                                                               | "Dancing with a Stranger"                       | 2 de febrero de 2019     | 1  | [ 254 ] |
| 143  | CamelPhat X Christoph con Jem Cooke                                               | "Breathe"                                       | 9 de febrero de 2019     | 2  | [ 255 ] |
| 144  | Dua Lipa                                                                          | "Swan Song"                                     | 23 de febrero de 2019    | 1  | [ 256 ] |
| 145  | Calvin Harris con Rag'n'Bone Man                                                  | "Giant"                                         | 2 de marzo de 2019       | 1  | [ 257 ] |
| re   | Dua Lipa                                                                          | "Swan Song"                                     | 9 de marzo de 2019       | 1  | [ 258 ] |
| 146  | Passenger                                                                         | "Survivors"                                     | 16 de marzo de 2019      | 1  | [ 259 ] |
| 147  | Jonas Brothers                                                                    | "Sucker"                                        | 23 de marzo de 2019      | 1  | [ 260 ] |
| re   | Calvin Harris con Rag'n'Bone Man                                                  | "Giant"                                         | 30 de marzo de 2019      | 1  | [ 261 ] |
| 148  | Gesaffelstein & Pharrell Williams                                                 | "Blast Off"                                     | 6 de abril de 2019       | 1  | [ 262 ] |
| re   | Sam Smith & Normani                                                               | "Dancing with a Stranger"                       | 13 de abril de 2019      | 1  | [ 263 ] |
| 149  | Billie Eilish                                                                     | "Bad Guy"                                       | 20 de abril de 2019      | 1  | [ 264 ] |
| 150  | Meduza con GOODBOYS                                                               | "Piece of Your Heart"                           | 27 de abril de 2019      | 2  | [ 265 ] |
| 151  | Twenty One Pilots                                                                 | "Chlorine"                                      | 11 de mayo de 2019       | 1  | [ 266 ] |

## Artistas con más sencillos número uno
| Artista           | Número de hits |
| ----------------- | -------------- |
| Katy Perry        | 5              |
| Maroon 5          | 5              |
| Calvin Harris     | 4              |
| Bruno Mars        | 4              |
| Adele             | 3              |
| Daft Punk         | 3              |
| fun.              | 3              |
| Zara Larsson      | 3              |
| Ed Sheeran        | 3              |
| Rihanna           | 3              |
| The Weeknd        | 3              |
| Pharrell Williams | 3              |
| Shakira           | 3              |